# Pouze
Pouze település Franciaországban, Haute-Garonne megyében. Lakosainak száma 87 fő (2022. január 1.). Pouze Montbrun-Lauragais, Belbèze-de-Lauragais, Issus, Montgiscard, Noueilles és Saint-Léon községekkel határos.

## Népesség
A település népességének változása:
| Lakosok száma | 62   | 58   | 75   | 99   | 92   | 90   | 88   | 85   | 83   | 87   |
|               | 1968 | 1982 | 1990 | 2006 | 2013 | 2015 | 2017 | 2019 | 2020 | 2022 |